# Barleria boivinii
Barleria boivinii är en akantusväxtart som beskrevs av T. Anders.. Barleria boivinii ingår i släktet Barleria och familjen akantusväxter. Inga underarter finns listade i Catalogue of Life.